# شين يوي
إن شين يوي (بالإنجليزية: Shen Yue) ((بالصينية المبسطة: 沈约؛ بالصينية التقليدية: 沈約؛ البينيين: Shěn Yuē؛ ويد–جيلز: Shen Yüeh)) (في الفترة من 441 حتى 513)، والمعروف بـ اسم الشهرة شيوين (休文) كان شاعرا ورجل دولة ومؤرخا ولد في فوشو، شيشيانج. وقد عمل مع عدد من الأباطرة المنتمين لـ أسرة ليو سونج وأسرة جنوب كي وأسرة ليانج.
وكان عالمًا متميزًا في تاريخ أسرة ليانج ومؤلف كتاب أسرة سونج (Book of Song)، الذي يعد سجلاً تاريخيًا يتناول تاريخ أسرة ليو سونج. وترجع شهرة هذا الرجل في المقام الأول إلى أنه مؤسس أولى قواعد السجع النغمي المنظم (الذي يُطلق عليه «النغمات الأربع والعلل الثماني» 四聲八病) في تاريخ النثر الصيني. كما يعد هو العالم الرائد في مجال الممارسات الموسيقية في عصره ومؤلف المقال الذي يتناول مخلوق القيلين[بحاجة لمصدر].

## الشعر
اشتهر شين يوي بشعره الرومانسي؛ فقد كتب على سبيل المثال مجموعة من القصائد التي أطلق عليها بيرتون واطسون (Burton Watson) «قصائد الذكريات الست» والتي يصف فيها معشوقته في أثناء ستة أوقات على مدار اليوم. يغلب على «قصائد الذكريات الستة» الطابع الجنسي وهو ما لم يكن شائعًا في الشعر الصيني الكلاسيكي (على الأقل في مرحلة التطور من جيل لجيل). وتتضمن القصيدة التي يذكرها فيها وهي تنام الأبيات التالية:
...
وهي تخلع حلتها الشفافة دون أن يطلب منها أحد،
تستلقي على الوسادة حتى تجد من يداعبها.
وعندما تخشى أن يراها من بجانبها،
يحمر وجهها خجلاً في ضوء القنديل.

## إسهاماته في النظرية الأدبية
كان شين يوي أحد أبرز الكتاب في إطار المشاركة في الأفكار المتعلقة بمستقبل الشعر الصيني الكلاسيكي.

### إسهاماته في نظرية السجع الشعري المنظوم
كان شين يوي هو العقل المدبر للقاعدة النظرية لتطوير السجع النغمي وعلاقته بـ الشعر المنظوم. ولعل هذه القاعدة قد أسهمت كثيرًا في بعض الأساليب الشعرية خاصة المتعلقة منها بـ شعر أسرة تانغ، مثل النوع لوشي (شعر).

### قصائد اليويفو
يرجع الفضل كذلك إلى شين يوي كونه أول من يستخدم المصطلح اليويفو بصورة عامة وشاملة في الشعر القصصي في أسرة هان، مقارنة بالمعنى السابق الذي كان يشير إلى الكلمة أو إلى النطاق الموسيقي لأسرة هان.

### سونج شو (Song Shu)
يرجع الفضل الأكبر إلى شين يوي في كتابة تاريخ أسرة سونج الجنوبية، المعروف باسمه الصيني سونج شو أو سانج شو، أو بالإنجليزية كتاب أسرة سونج. ويعد قسم الكنز الموسيقي (Treatise on Music) من أهم أقسام هذا الكتاب.

## روابط خارجية
- شين يوي على موقع الموسوعة البريطانية (الإنجليزية)